# Теорема об опорной гиперплоскости
Теорема об опорной гиперплоскости или теорема о разделяющей гиперплоскости является одним из важных «свойств» выпуклых множеств.

## Формулировка
Если заданы замкнутое ограниченное выпуклое множество {\displaystyle C\in \mathbb {R} ^{m}} и точка {\displaystyle z^{*}=(z_{1}^{*},z_{2}^{*},...,z_{m}^{*})\in \mathbb {R} ^{m}}, не принадлежащая множеству {\displaystyle C}, то существуют такие числа {\displaystyle a_{1},a_{2},...,a_{m},b}, что
{\displaystyle a_{1}z_{1}^{*}+a_{2}z_{2}^{*}+...+a_{m}z_{m}^{*}=b}
{\displaystyle a_{1}z_{1}+a_{2}z_{2}+...+a_{m}z_{m}>b,\forall z\in C}
Геометрически это означает, что через точку {\displaystyle z^{*}} можно провести гиперплоскость так, что множество {\displaystyle C} будет лежать «выше» этой гиперплоскости.